# Battlestar Galactica: The Plan
Battlestar Galactica: The Plan è un film per la tv di fantascienza ambientato nell'universo della serie televisiva Battlestar Galactica. Il film è costituito sia da nuovo materiale filmato, sia da una compilation di clip estratte dalle serie televisiva, e rivela il "piano" secondo il quale i Cylon stanno operando.
The Plan è stato trasmesso a novembre del 2009.
Sarà, molto probabilmente, l'ultimo film per la televisione di Battlestar Galactica; gran parte dei set, infatti, sono stati distrutti al termine della produzione, mentre numerosi oggetti di scena sono andati all'asta nel gennaio 2009.

## Produzione
Il 7 agosto 2008 Sci-Fi Channel ha annunciato un nuovo film per la TV di Battlestar Galactica, della durata di circa due ore, diretto dalla star della serie Edward James Olmos e scritto da uno degli autori della serie, Jane Espenson. Inizialmente la data di trasmissione del film era stata annunciata per il giugno 2009, ma è stata poi modificata ed è ora prevista per il novembre dello stesso anno.
La trama di The Plan mostra eventi fin dall'inizio della serie, visti dalla prospettiva di due agenti Cyloni. Membri confermati del cast includono Edward James Olmos, Michael Trucco, Aaron Douglas e Dean Stockwell. Compariranno anche Tricia Helfer, Grace Park, Rick Worthy, Matthew Bennett, Callum Keith Rennie, Michael Hogan, Rekha Sharma e Kate Vernon. Il film è entrato in produzione l'8 settembre 2008.

## Trama
(Numero Uno/Cavil/John)
Il film ha inizio poco dopo la Caduta delle Dodici Colonie, con due agenti Cyloni intenti a discutere il problema degli umani superstiti, sia quelli sui pianeti, sia quelli fuggiti nello spazio. La storia illustrerà gran parte degli eventi narrati nelle quattro stagioni della serie dal punto di vista dei Cyloni. Edward James Olmos ha affermato: "Quando i fan di Battlestar Galactica vedranno The Plan, dovranno tutti tornare indietro a rivedere l'intera serie un'altra volta."
Il film mostra da un lato come il "piano" in realtà, non fosse altro che il desiderio di rivalsa (già espresso nella serie) del Numero Uno Cavil nei confronti del genere umano e degli Ultimi Cinque Cyloni.
Dall'altro lato come questo fallisce, per opera stessa dei Cyloni e dell'amore che questi si ritrovano a provare per gli umani con cui vengono a più stretto contatto.